# Jaskinia Zamkowa (Melsztyn)
Jaskinia Zamkowa – jaskinia na wzgórzu Zamczysko w Melsztynie w województwie małopolskim, w powiecie tarnowskim, w gminie Zakliczyn. Pod względem geograficznym jest to obszar Pogórza Wiśnickiego, będący częścią Pogórza Zachodniobeskidzkiego.
Jaskinia znajduje się na wschodniej stronie wzgórza z ruinami Zamku w Melsztynie. Jej otwór o wysokości 2,2 m znajduje się w skałach na bardzo stromej i zarośniętej drzewami skarpie pod murami zamku. Za otworem jest 6-metrowej długości korytarz doprowadzający do niewielkiej salki o szerokości 1,5 m. Na południowy wschód opada z niej pięciometrowej długości szczelina. Jej końcowy odcinek skręca na południe, ścieśnia się i staje się niemożliwy do przejścia. Wysokość korytarza i szczeliny dochodzi do 1,5 m, szerokość do 0,5 m.
Jaskinia powstała w piaskowcach istebniańskich. Na jej spągu zalega piasek i gruz skalny. Jest dość sucha, zimą w całości wymrażana. Widny jest tylko korytarz do salki. Roślin brak, ze zwierząt obserwowano pająki i motyle.

## Historia poznania i dokumentacji
Jaskinia z pewnością była znana i była zwiedzana, znajduje się bowiem w pobliżu szlaku turystycznego. W literaturze nie była jednak wymieniana. Odnaleźli ją 29 maja 1997 roku grotołazi ze Speleoklubu Dębnickiego. Oni też ją pomierzyli i zinwentaryzowali. Plan jaskini opracował T. Mleczek.  

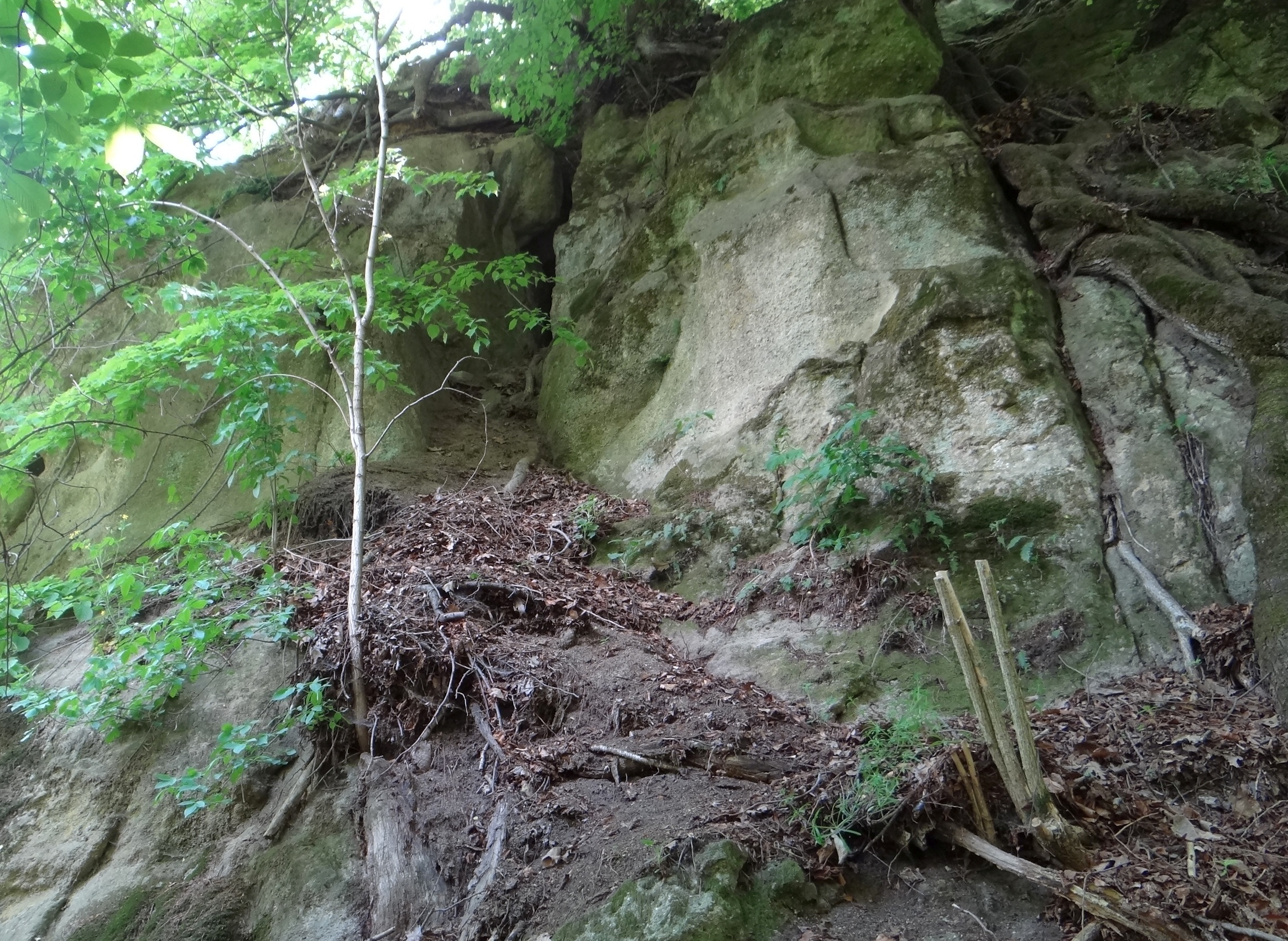
Skarpa z jaskinią
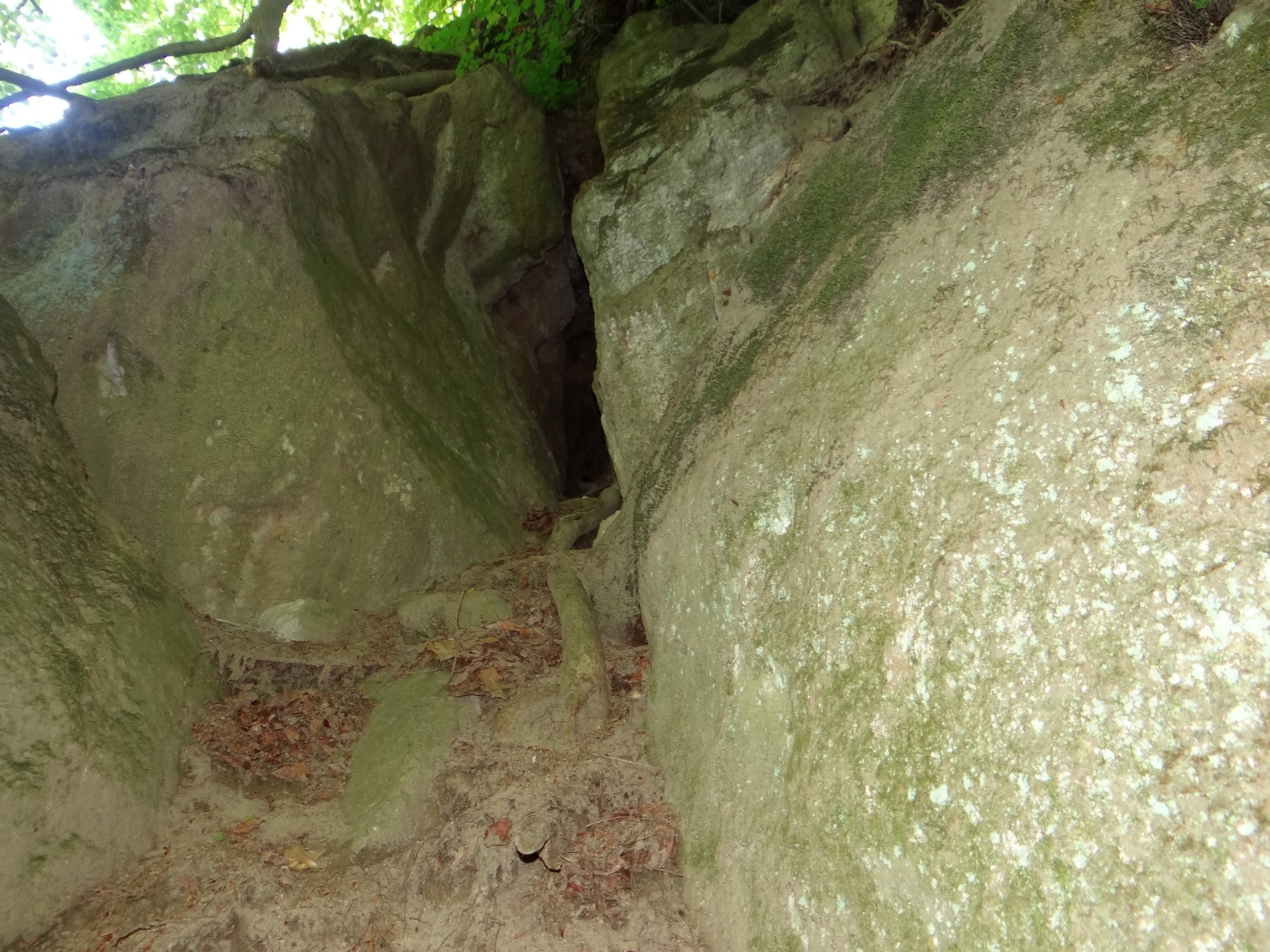
Otwór